# Estación Zapopan Centro
Zapopan Centro es la décimo-quinta estación de la Línea 3 del Tren Ligero de Guadalajara en sentido sur-oriente a nor-poniente, y la cuarta en sentido opuesto.
Esta estación se ubica en la zona donde Av. Juan Pablo II de Zapopan se bifurca hacia el oriente por Av. Manuel Ávila Camacho y hacia el sur por Prolongación Av. Américas. Debajo de la estación hay un paso vehicular que fue construido para agilizar el flujo de coches particulares a través de la zona. Dicho paso a desnivel fue inaugurado el 13 de enero de 2018 tras 3 años de trabajo en su construcción.
Grupo Editorial Reforma reveló que mantos freáticos invadidos con las obras de construcción en esta zona explicarían la demora en el desarrollo de la infraestructura.
El logotipo de la estación es una imagen estilizada de la Basílica de Zapopan.

## Puntos de Interés
- Basílica de Nuestra Señora de Zapopan
- Parroquia De San Pedro Apóstol
- Hospital Regional del ISSSTE Dr. Valentín Gómez Farías

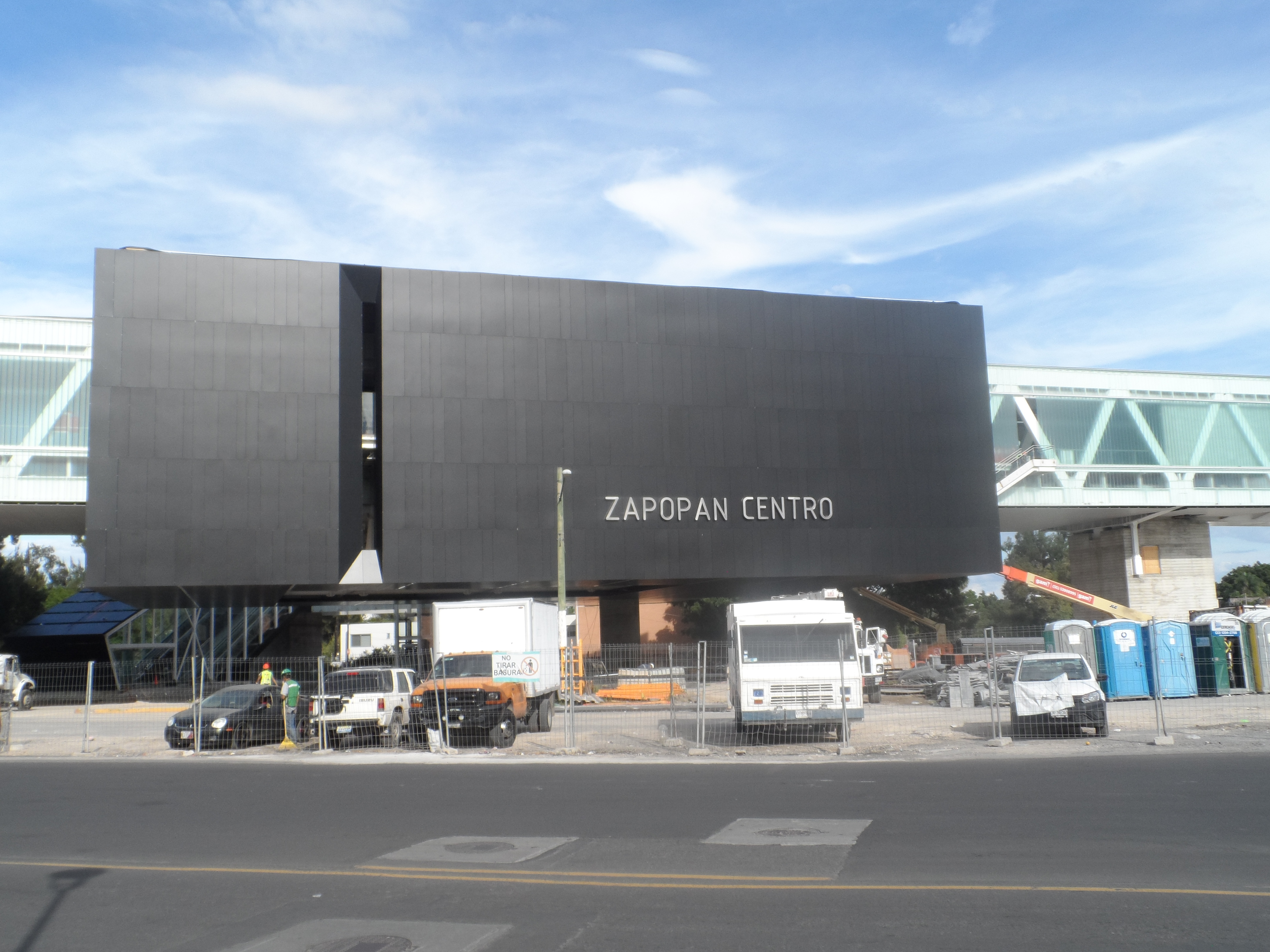
Vista externa de la estación Zapopan Centro.

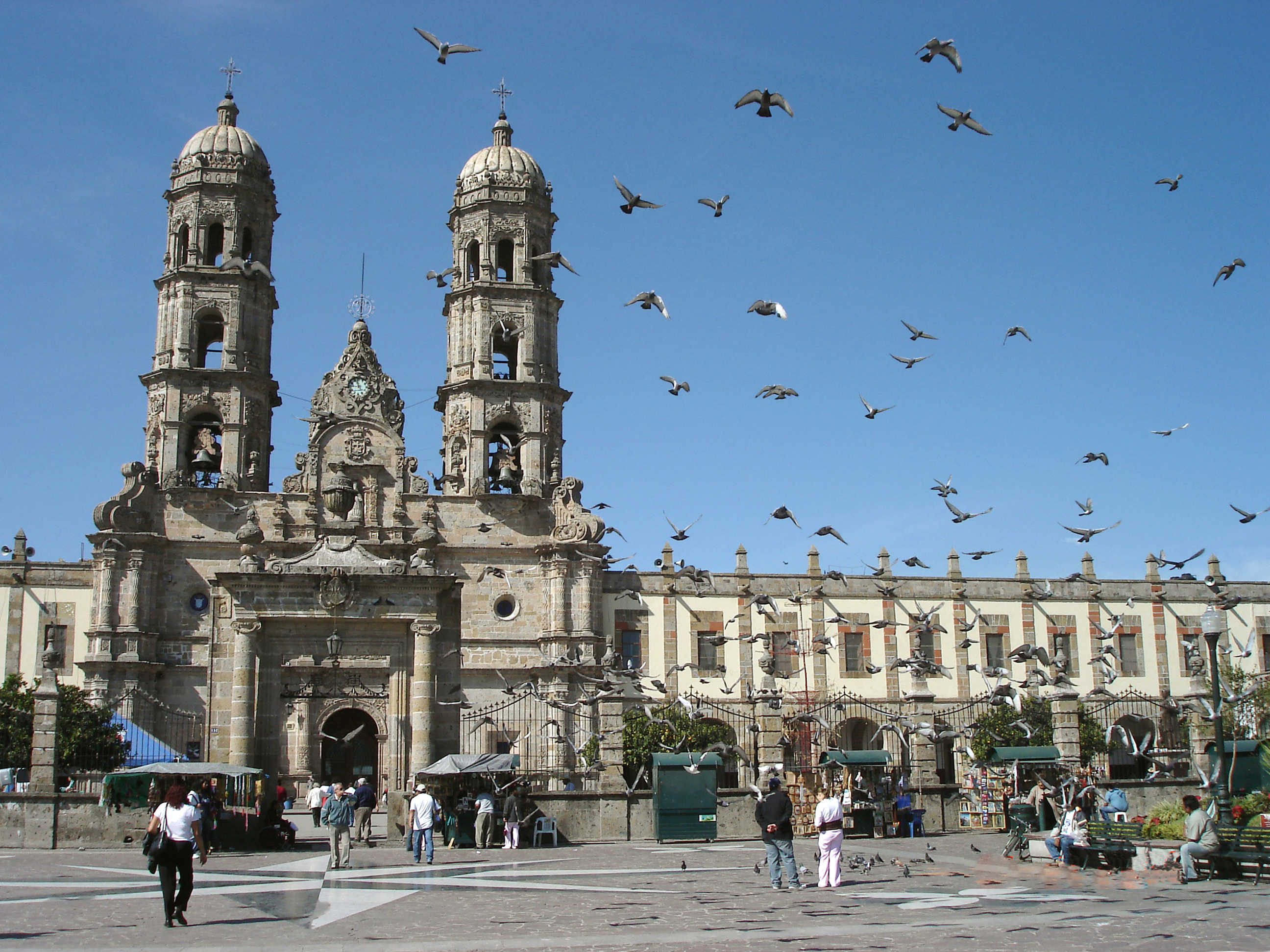
La Basílica de Zapopan, principal punto de interés de la estación homónima.

- Colonia Centro de Zapopan
- Palacio Municipal de Zapopan
- Zoológico Villa Fantasía
- El Colegio de Jalisco